# スナイパー コードネーム:レイブン
『スナイパー コードネーム：レイブン』（英語: Sniper: The White Raven）は、UMグループによる2022年の長編映画である。2019年に制作が始まった。この戦争ドラマはウクライナ国家映画庁の第11回コンペティションで受賞し、映画製作総費用の80％にあたる23,946,572フリヴニャの資金を獲得した。監督はマルヤン・ブシャン、脚本はマルヤン・ブシャンとミコラ・ヴォロニンによる。
この映画は、自然との平和で調和のとれた生活を望んでいた平和主義者の高校教師が、ドンバス戦争が始まった後、ウクライナ軍にスナイパーとして加わる物語を描いている。この物語は、脚本家ミコラ・ヴォロニンの人生と経験にインスパイアされており、彼自身も学校教師から軍に入隊した。
撮影は2020年秋、キーウ州のNSU国際センターで行われ、これはロシアによるウクライナへの全面的な侵攻の前であった。国際センターとウクライナ国家親衛隊の北部作戦領域部隊の軍人と軍装備、迅速対応旅団が撮影に参加した。大規模なシーンでは約100人の親衛隊員と約20台の装備が参加した。

## あらすじ
平和主義者でヒッピーの高校物理教師ミコラ・ヴォロネンコ（パヴロ・アルドシン）は、妊娠中の妻ナスチャ（マリーナ・コシュキナ）と共に、自給自足の理想的な生活を送っている。外界との接触がない彼らは、ドンバス戦争が始まり、ロシア軍がウクライナ国境を越えて故郷のホルリウカを占領したとき、不意を突かれる。2人の兵士が家を襲撃し、家を焼き払い、抵抗しようとしたナスチャを殺害する。
ミコラは、軍の准将（ロマン・セミサル）に率いられた訓練不足の民間パルチザン部隊に発見される。彼らは寄せ集めのグループを軍務に向けて訓練している。当初は苦労するが、彼は専門的な狙撃手訓練に志願し、分解組立のタイム測定で能力を示す。専門コースでも彼は真剣に受け取られず、劣った装備を与えられる。しかし、物理学の知識で測距に秀で、最終試験をトップで合格する。
本物の狙撃兵となった彼は、姓にちなみコードネーム「レイヴン」（ウクライナ語で「カラス」）と呼ばれ、ロシアの橋の検問所への攻撃を支援する任務に就く。攻撃中、民間人難民を乗せた車が検問所を通過しようとし、ロシア兵が女性を人質に取ると、ミコラは危険を冒して射撃し彼女を救う。基地に戻ると、親しい友人でクラスメートが「シェリー」という名の対狙撃手により任務中に殺されたことで、死と向き合う。次の任務では、近距離でロシアのパトロールを待ち伏せし、かつての教え子を殺すことになる。
シェリーは上官からミコラと彼の観測手が活動中であると警告される。敵陣地を観察中、ミコラは妻を殺した兵士を認識し、許可なく発砲し一人を殺害する。これで位置が露見し、シェリーは観測手を殺し砲撃を要請する。撤退後、指揮官から敵狙撃手を追跡する特別任務を与えられる。
プロとなったミコラは、新しい消音ライフルで未熟な狙撃手二人を殺す。報告会で、指揮官はシェリーを殺す特別作戦を彼が率いると発表する。シェリーは兵士と狙撃手二人と古い化学工場におり、環境破壊のリスクから爆撃できない。潜入中、二人目の狙撃手を発見し殺害する。
指揮官は工場に援護射撃を行い、他の隊員が正規兵を排除する間、シェリーの注意を逸らす。ミコラは単独で潜入し、一人の狙撃手を射殺するが、シェリーに警戒され増援を要請される。ミコラは待ち伏せしてナイフでシェリーを殺害し、二人目の狙撃手は罠で殺される。増援が到着すると、ミコラは撤退せず待ち伏せして全滅させる。生還し任務を完了した後、破壊された自宅に戻り、妻に別れを告げ戦場に戻る。

## 出演者
- パヴロ・アルドシン - ミコラ（レイヴン）
- マリーナ・コシュキナ - ナスチャ
- ロマン・セミサル - 旅団司令官
- アンドリー・モストレンコ - キャップ
- オレグ・ドラチ - シェリー
- ロマン・ヤシノフスキー - クリム
- ヴァディム・リャルコ - GRU司令官
- オレグ・シュルガ - ドナウ
- ペトロ・ネゼルスキー - 司令部の司令官

## 評価
レビュー集積サイトのRotten Tomatoesでは、18件のプロのレビューに基づき支持率は78%となっている。